# FK Beograd
FK Belgrad – serbski klub piłkarski z Belgradu, założony w roku 1929. Obecnie klub występuje w II lidze serbskiej, w okręgu Srpska Liga Belgrad.